# 大小

比較鯊魚的大小示意圖。圖中比較了人類潛水員的平均體型與現代大白鯊、鯨鯊和史前巨齒鯊的體型。 此插圖中間也包含以公尺為單位的線性測量值

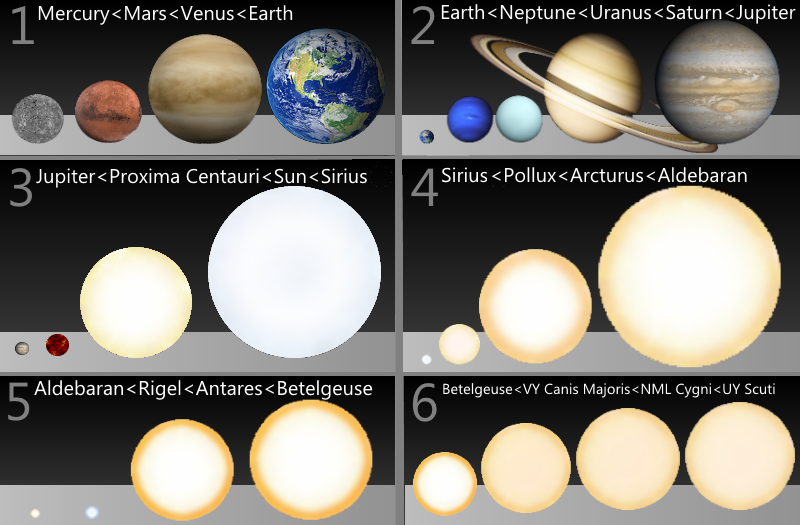
恆星和各種行星的大小比較示意圖。在第一組之後的每一組都用了前一組的最後一個物體作為大小比較的範例，以呈現連續的比較感

大小一般是指事物的量度或維度，是透過比較更大和更小之物件的測量過程從而抽像出來的概念。有時會稱為尺寸（不完全與大小一詞等價，參見§尺寸一節）、尺碼（多用於指衣物的大小）等。更具體地說，幾何大小（或空間大小）可以指三個幾何測量：長度、面積或體積。長度可以推廣到其他的線性度量，如寬度、高度、直徑和周長等。某些情況下，大小也可以用質量來衡量，例如在探討與密度相關議題時。在中文語境中，大小也可以用於描述其他度量，如風的大小（速度）、氣壓的大小（壓力）、電的大小（電池容量、電流、電阻）、數值大小（與物體無關）和雨的大小等。然而並非所有的度量尺度都會以大小稱之，例如磁場則稱「強弱」、光度則是「明暗」。
在數學術語中，大小是從「透過將較大的物體與較小的物體進行比較」而抽象出來的概念。也就是說，大小是透過比較或測量物體的過程來確定的，這導致了量的大小（如長度或質量）是相對於度量的單位來確定的。這樣的量通常會表達為某個空間尺度上帶特定單位的數值，例如公尺或英寸。
物體的大小會影響物體的某些特性。例如生物體的大小會影響到其外觀或行為、恆星的大小會影響到恆星的壽命等。
人類最熟悉的大小是身體大小（人體測量），包括人類的身高和人體的重量等測量。這些測量在商業上可以令產品能適應服務對象預期的身體尺寸。例如製作服裝尺寸和鞋子尺寸，以及標準化門框尺寸、天花板高度和床的尺寸。人類對大小的感知可能會因經驗而有偏見的心理傾向，其中，生物體和其他物體的相對重要性或感知複雜性是基於它們相對於人類的大小來判斷的，特別是在沒有借助任何幫助的情況下大小易於觀察的難度。例如一般人常誇大化一些不易被觀察到的大型海洋生物之大小。
在藝術領域中，物件的大小是依據物件的類型而決定。其可以幫助研究藝術歷史的學者藉由將某物件與其他已知的大小相同之物件進行比較，來對該物件的尺度有所概念。

## 尺寸
尺寸是大小這個概念的更具體呈現。大小通常僅是某物度量的相對量值指示，多與人類感知、心理學關係緊密；而尺寸通常會帶有具體的測量值。因此，即使物件被歸類為相同的「大小」（size），它們的真實尺寸也可能存在差異，但卻共享相同的特徵。
大小在工業並不總是具備一致性，而且常容許偏差。例如同個大小的衣物（如尺碼12號）常隨著不同國家的規範而改變，也可能隨著時代而改變。而尺寸通常以數值與文字的方式記錄了該物件的大小，若該物件是一個三維物體，則該物件的尺寸傳統上以長度×寬度×高度並附加一定程度的精確測量值與相對不變的單位（如公制單位）來進行描述。

## 人類感知
人類最常透過視覺線索感知物體的大小。感知大小的方式通常是透過將待判斷大小的物體與已知大小的熟悉物體進行比較。對於熟悉物物品之大小認知在心理學上又稱為大小恆常性。人類的雙眼視覺賦予了人類感知物體遠近的能力，從而可以對較遠物體相對於較近物體的大小進行估計。這也允許了，可以互相比較同一物體的較近與較遠的部分來估計大型物體的大小。不過，透過在這些特性上操作，可以扭曲對大小的感知，例如利用強迫透視而產生的視覺錯覺。
無法透過感官判斷大小的物體可以使用其他類型的測量儀器來評估。例如，太小而無法用肉眼看到的物體可以在透過顯微鏡觀察時進行測量；而太大而無法放入視野內的物體可以使用望遠鏡或透過從已知參考點外推來測量。

## 術語
使用相對大小來描述物體時，通常會將物體的大小描述為「較大的」或「較小的」，在英文中，則是將物體的大小描述為
big（大）和little（小）或者large（大）和small（小），不過，big和little往往帶有情感和評價的含義，而large和small往往僅指事物的大小。此外，也存在許多描述物體大小的術語，例如小的事物被描述為「微小的」、「微型的」或「迷你的」，而大的事物被描述為「巨大的」或「巨型的」。
並不是所有的度量都是以「大小」或「尺寸」來描述，例如光源的光度會用「明暗」或「強弱」來表示。
| 度量                 | 對應於「大小」概念的術語                             |
| -------------------- | ---------------------------------------------------- |
| 數值、容量、磁碟容量 | 大小、多寡、多少                                     |
| 長度                 | 大小、尺寸、長短                                     |
| 面積、體積           | 大小、尺寸                                           |
| 重量、質量           | 大小、輕重                                           |
| 密度                 | 大小                                                 |
| 垂直距離（高度）     | 大小、深淺（如峽谷或礦井的垂直落差高度、河川的深度） |
| 距離                 | 大小、遠近                                           |
| 速度                 | 大小、快慢                                           |
| 力、能量             | 大小、強弱                                           |
| 磁場                 | 強弱                                                 |
| 時間                 | 快慢、長短、多寡                                     |

## 概念化和概括
大小的概念常常應用於沒有實際物理存在的想法中。在數學中，大小通常用於形容數學對象值的多寡，其描述的物件是一個沒有具體存在的抽象物件。此時的「大小」是一個屬性，透過該屬性可以將物件與其他同類物件進行大小比較。更正式地說，一個物件的大小是對其所屬的物件類別的排序（或排名）。對於集合，還有各種其他用於描述大小的數學概念，例如：
- 测度：一種為每個適當的子集分配一個數字的系統性方法。[34]
- 势 (数学)（如果存在雙射則相等）：是集合「元素數量」的度量[35][36]
- 對於良序集：序數（如果存在一個順序同構則相等）[37]

在統計學（假設檢驗）中，檢定的「大小」指的是虛假陽性的比率，以α表示。在天文學中，天體的亮度或強度大小是用對數尺度來測量的。這種尺度也用於測量地震的強度，這種強度通常被稱為事件的「大小」。在計算機科學中，檔案大小是衡量计算机中，檔案所佔據硬碟空間多寡的度量，通常以位元組為單位。檔案實際佔據的磁碟空間量取決於檔案系統。檔案系統支援的最大檔案大小取決於用於存儲大小資訊而保留的位元數以及檔案系統的總大小，即存儲資訊位元的能力。
在诗歌、小說和其他文學作品等虛構作品中，大小有時會賦予那些沒有可測量尺寸的特徵，例如對一個人心靈的大小的比喻性描述，用來簡要描述他們的典型善良程度或慷慨程度。例如雅量的大小，其代表了一個人能包容並尊重他人看法的程度。在物理大小方面，大小調整的概念有時會出現在童話、奇幻故事和科幻小說中，透過描繪人類通過一些奇幻手段在其自然環境中被製造成極大或極小的情況下，將人置於不同的背景中。

## 外部連結
- 维基共享资源上的相關多媒體資源：大小